# Псі (кирилиця)
Ѱ, ѱ (псі) — буква кирилиці. Використовувалася в старослов'янському алфавіті, з якого перейшла в церковнослов'янський алфавіт.
Походить від грецької літери Ψ (псі), використовувалася як її еквівалент у словах, запозичених з грецької мови, а також для запису чисел. Буква «псі», як і аналогічна у грецькому алфавіті, позначала число 700. У глаголиці аналогічна літера була відсутня.
Вживалася для позначення звукосполучення «пс» майже виключно у словах грецького походження, що стосуються церкви (наприклад, «псалом»). Азбуковник радив: «Везде пиши пса покоем, а не псями … Кое общение псу со псалмом?». Ще одне нерідке вживання цієї букви — у складі частої в написах формули «такий-то писав» (пьсалъ; це слово могло записуватися як ѱалъ, ѱлъ або навіть просто ѱ під титлом).
Була виключена з алфавіту під час реформи Петра I в 1708 році.

## Кодування
| Літера          | Ѱ                           | Ѱ                           | ѱ                         | ѱ                         |
| Назва у Юнікоді | CYRILLIC CAPITAL LETTER PSI | CYRILLIC CAPITAL LETTER PSI | CYRILLIC SMALL LETTER PSI | CYRILLIC SMALL LETTER PSI |
| Кодування       | decimal                     | hex                         | decimal                   | hex                       |
| Unicode         | 1136                        | 0470                        | 1137                      | 0471                      |
| UTF-8           | 209 176                     | D1 B0                       | 209 177                   | D1 B1                     |